# The Ladies Waldegrave
The Ladies Waldegrave (en français Les Dames Waldegrave) est un portrait peint en 1780-81 par le peintre britannique Joshua Reynolds, exposé dans la Galerie nationale d'Écosse, qui l'a acquis en 1952.

## Description
Il montre les trois filles de James Waldegrave, 2e Comte Waldegrave et de Maria Walpole - de gauche à droite, Charlotte, tenant un écheveau de soie, Élisabeth, enroulant l'écheveau de Charlotte sur une carte et Anna, produisant l'œuvre en dentelle. Exposé à la Royal Academy en 1781, il a été commandé l'année précédente par la mère des jeunes femmes dans l'espoir d'attirer des prétendants potentiels pour elles, toutes les trois étant encore célibataires.